# Theo Timmermans (1926)
Theodorus Ludovicus (Theo) Timmermans (Den Haag, 4 januari 1926 – aldaar, 6 december 1995) was een Nederlands voetballer. De aanvaller kwam uit voor het Nederlandse ADO, het Franse Olympique Nîmes en het Nederlands voetbalelftal. 

## Loopbaan

### Debuut
Kort na de Tweede Wereldoorlog begon Timmermans zijn voetbalcarrière bij ADO. Op 23 april 1949 werd hij voor het eerst opgeroepen voor het Nederlands elftal voor de vriendschappelijke wedstrijd tegen Frankrijk. Timmermans kende een glansrijk debuut want hij scoorde in de eerste helft een hattrick en droeg daarmee ruim bij aan de 4-1-overwinning van Oranje. 

### Franse periode
In januari 1950 vertrok hij naar het Franse Olympique Nîmes. Omdat hij daarmee een profcarrière was gestart, werd hij na vier interlands niet meer uitgenodigd voor het Nederlands elftal dat destijds nog geheel uit amateurvoetballers bestond. Een paar maanden na zijn aankomst werd hij met Nîmes kampioen in Ligue 2. De club keerde daarmee terug in de hoogste Franse divisie Ligue 1.
In 1953 was Timmermans samen met Bram Appel de initiatiefnemer van de Watersnoodwedstrijd, een voetbalwedstrijd in Parijs tussen in het buitenland spelende Nederlandse voetbalprofs en het Franse nationale elftal, waarmee geld werd ingezameld voor slachtoffers van de watersnood van 1953. De match wordt gezien als directe aanleiding voor het ontstaan van het betaald voetbal in Nederland. 

### Terug bij ADO en Oranje
Timmermans keerde na de zomervakantie van 1953 niet meer terug naar Frankrijk. Omdat hij in Den Haag het schildersbedrijf van zijn overleden vader overnam.
De KNVB legde hem een speelverbod op, zoals aan alle teruggekeerde ex-profs, waardoor hij in het seizoen 1953/54 niet in actie mocht komen. Op 5 september 1954 maakte hij zijn rentree voor ADO in de met 5-0 gewonnen thuiswedstrijd tegen MVV.
Na een onderbreking van bijna vijf jaar vierde hij ook zijn comeback bij het Nederlands elftal. In zijn tweede ADO-periode droeg hij nog acht keer het Oranje-shirt. In totaal speelde hij tussen 1949 en 1957 twaalf interlands waarin hij vier keer scoorde.
In 1959 speelde hij met ADO de finale van de KNVB beker die met 4-1 werd verloren van VVV. 

### Einde carrière
Na afloop van het seizoen 1959/60 wilde Timmermans zijn voetballoopbaan beëindigen. In het najaar van 1960 keerde hij toch weer terug omdat de club vanwege de mindere prestaties een beroep op hem deed. De comeback was van korte duur want op 20 november 1960 speelde hij zijn allerlaatste wedstrijd voor ADO.
Hij was vanaf 1 januari 1961 de eerste voorzitter van de door Karel Jansen opgerichte Vereniging van Contractspelers (VVCS). In mei 1963 gaf hij de voorzittershamer over aan Gerard Kerkum.

## Carrièrestatistieken
| Seizoen | Club                  | Land                  | Competitie                   | Competitie            | Competitie            | Beker                 | Beker                 | Internationaal        | Internationaal        | Overig                | Overig                | Totaal                | Totaal                |
| Seizoen | Club                  | Land                  | Competitie                   | Wed.                  | Dlp.                  | Wed.                  | Dlp.                  | Wed.                  | Dlp.                  | Wed.                  | Dlp.                  | Wed.                  | Dlp.                  |
| ------- | --------------------- | --------------------- | ---------------------------- | --------------------- | --------------------- | --------------------- | --------------------- | --------------------- | --------------------- | --------------------- | --------------------- | --------------------- | --------------------- |
| 1946/47 | ADO                   | Nederland             | Eerste klasse West I         | ?                     | 4                     | –                     | 0                     | 0                     | 0                     | 0                     | 0                     | ?                     | 4                     |
| 1947/48 | ADO                   | Nederland             | Eerste klasse West II        | ?                     | 5                     | –                     | 0                     | 0                     | 0                     | 0                     | 0                     | ?                     | 5                     |
| 1948/49 | ADO                   | Nederland             | Eerste klasse West I         | 18                    | 9                     | –                     | 0                     | 0                     | 0                     | 0                     | 0                     | 18                    | 9                     |
| 1949/50 | ADO                   | Nederland             | Eerste klasse West I         | 12                    | 6                     | –                     | 0                     | 0                     | 0                     | 0                     | 0                     | 12                    | 6                     |
| 1949/50 | Olympique Nîmes       | Frankrijk             | Ligue 2                      | 12                    | 3                     | –                     | 0                     | 0                     | 0                     | 0                     | 0                     | 12                    | 3                     |
| 1950/51 | Olympique Nîmes       | Frankrijk             | Ligue 1                      | 33                    | 14                    | 1                     | 1                     | 0                     | 0                     | 0                     | 0                     | 34                    | 15                    |
| 1951/52 | Olympique Nîmes       | Frankrijk             | Ligue 1                      | 32                    | 6                     | –                     | 0                     | 0                     | 0                     | 0                     | 0                     | 32                    | 6                     |
| 1952/53 | Olympique Nîmes       | Frankrijk             | Ligue 1                      | 29                    | 7                     | 1                     | 0                     | 0                     | 0                     | 0                     | 0                     | 30                    | 7                     |
| 1953/54 | Speelverbod door KNVB | Speelverbod door KNVB | Speelverbod door KNVB        | Speelverbod door KNVB | Speelverbod door KNVB | Speelverbod door KNVB | Speelverbod door KNVB | Speelverbod door KNVB | Speelverbod door KNVB | Speelverbod door KNVB | Speelverbod door KNVB | Speelverbod door KNVB | Speelverbod door KNVB |
| 1954/55 | ADO                   | Nederland             | Eerste klasse D (Afgebroken) | 8                     | 3                     | –                     | –                     | 0                     | 0                     | 0                     | 0                     | 8                     | 3                     |
| 1954/55 | ADO                   | Nederland             | Eerste klasse B              | 26                    | 11                    | –                     | –                     | 0                     | 0                     | 0                     | 0                     | 26                    | 11                    |
| 1955/56 | ADO                   | Nederland             | Hoofdklasse A                | 24                    | 9                     | –                     | –                     | 0                     | 0                     | 0                     | 0                     | 24                    | 9                     |
| 1956/57 | ADO                   | Nederland             | Eerste divisie A             | 30                    | 13                    | –                     | 4                     | 0                     | 0                     | 0                     | 0                     | 30                    | 17                    |
| 1957/58 | ADO                   | Nederland             | Eredivisie                   | 30                    | 6                     | –                     | 3                     | 0                     | 0                     | 0                     | 0                     | 30                    | 9                     |
| 1958/59 | ADO                   | Nederland             | Eredivisie                   | 31                    | 5                     | –                     | 1                     | 0                     | 0                     | 0                     | 0                     | 31                    | 6                     |
| 1959/60 | ADO                   | Nederland             | Eredivisie                   | 32                    | 8                     | –                     | –                     | 0                     | 0                     | 0                     | 0                     | 32                    | 8                     |
| 1960/61 | ADO                   | Nederland             | Eredivisie                   | 5                     | 0                     | –                     | –                     | 0                     | 0                     | 0                     | 0                     | 5                     | 0                     |
| Totaal  | Totaal                | Totaal                | Totaal                       | –                     | 109                   | –                     | 9                     | –                     | –                     | –                     | –                     | –                     | 118                   |